# Harold Agnew

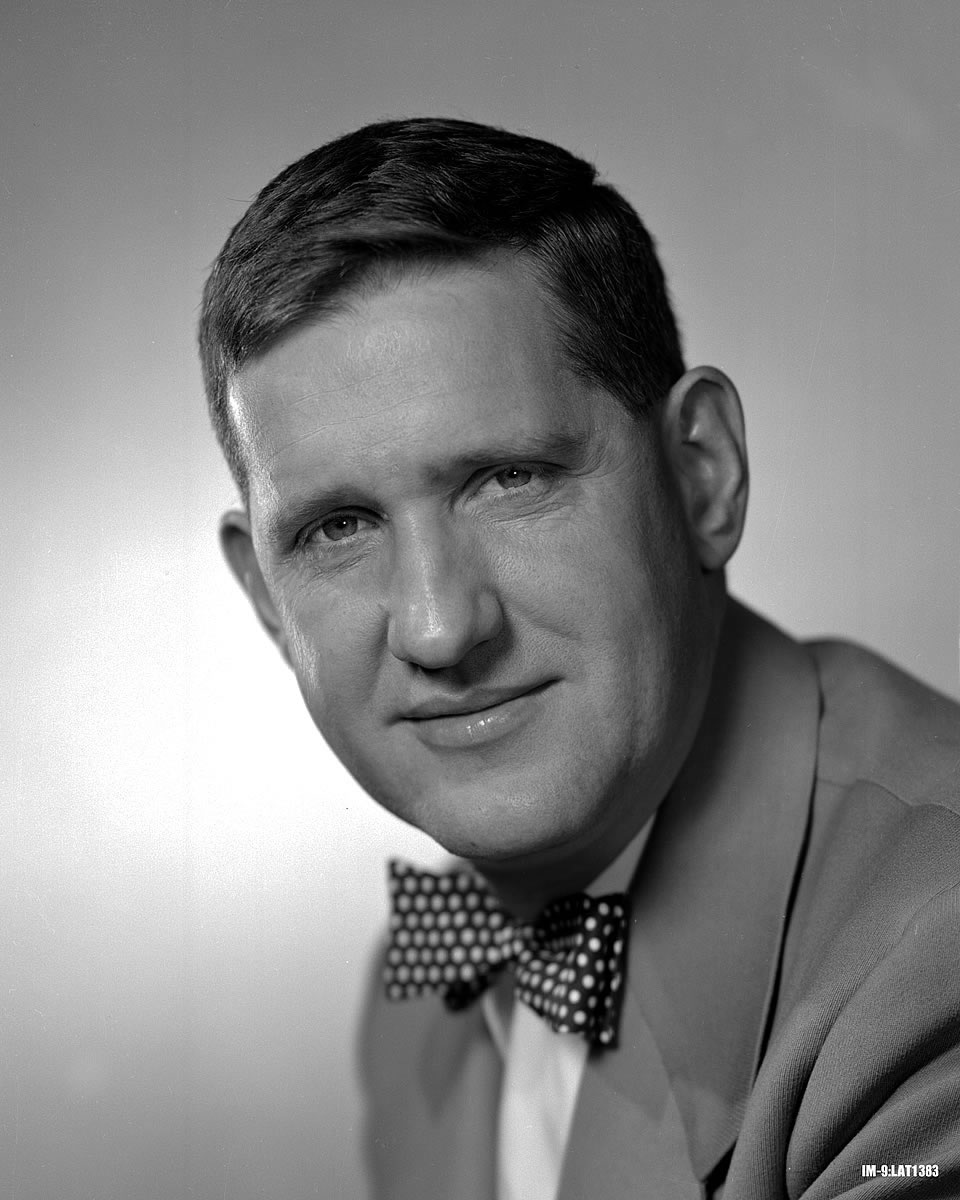
Harold Agnew (1955)

Harold Melvin Agnew (ur. 28 marca 1921 w Denver, zm. 29 września 2013 w Solana Beach) – amerykański fizyk.

## Życiorys
Otrzymał licencjat z chemii na uniwersytecie w Denver. W dniu 6 sierpnia 1945 roku był obserwatorem na misji bombardowania Hiroszimy. W 1946 roku powrócił na University of Chicago, gdzie ukończył pracę magisterską. Otrzymał tytuł Master of Science. Do 1979 roku pełnił funkcję dyrektora w laboratorium naukowym w Los Alamos.